# 우리 (장덕의 노래)
<우리>는 대한민국의 여성 싱어송라이터 장덕에 의해 작사 · 작곡된 곡이다. 장덕의 두번째 솔로 음반이자 두번째 컴필레이션 음반 《순정》에 실려 발표되었다.

## 배경
이 곡은 장덕이 결혼한 오빠 부부의 입장에서 만든 곡으로 오빠 부부의 행복과 화목을 바라며 만든 곡으로 볼 수 있다. 장덕은 1975년 오빠 장현과 함께 TBC의 오라오라에 출연했을 때부터 미래에 오빠의 아내가 될 천인실이라는 여성을 이미 대면하였고 이후 천인실이 오빠와 만나고 헤어지고를 반복하는 과정에서 연결고리를 만들어 준 역할도 했다. 《순정》 음반이 발표될 당시 장덕은 오빠 가족 · 아버지 가족과 한 집에서 함께 살고 있었다. 한 해 전 월세방을 구해 혼자 살던 장덕이 외로움에 자살 소동을 벌이자 오빠와 아버지가 함께 살자고 한 것이다. 이런 배경으로 인해 《순정》 음반에서는 장덕의 가족에 대한 사랑과 조금은 안정되고 밝아진 마음이 느껴진다.